# اکتادسیل‌تری‌متوکسی‌سیلان
اکتادسیل‌تری‌متوکسی‌سیلان (به انگلیسی: Octadecyltrimethoxysilane) یک ترکیب شیمیایی با شناسه پاب‌کم ۷۶۴۸۶ است. شکل ظاهری این ترکیب، مایع بی‌رنگ است.